# Bêta-Alanine
La β-alanine est un composé naturel de la famille des acides β-aminés, c'est-à-dire un acide aminé dans lequel le groupe amine est en position β par rapport au groupe carboxylate. Son nom UICPA est l'acide 3-aminopropanoïque. Contrairement à son isomère, l'α-alanine (ou simplement alanine), la β-alanine n'a pas de centre stéréogène, donc pas d'énantiomères.
La β-alanine n'est pas utilisée dans la biosynthèse d'une quelconque protéine ou enzyme majeure.

## Formation et occurrence naturelle

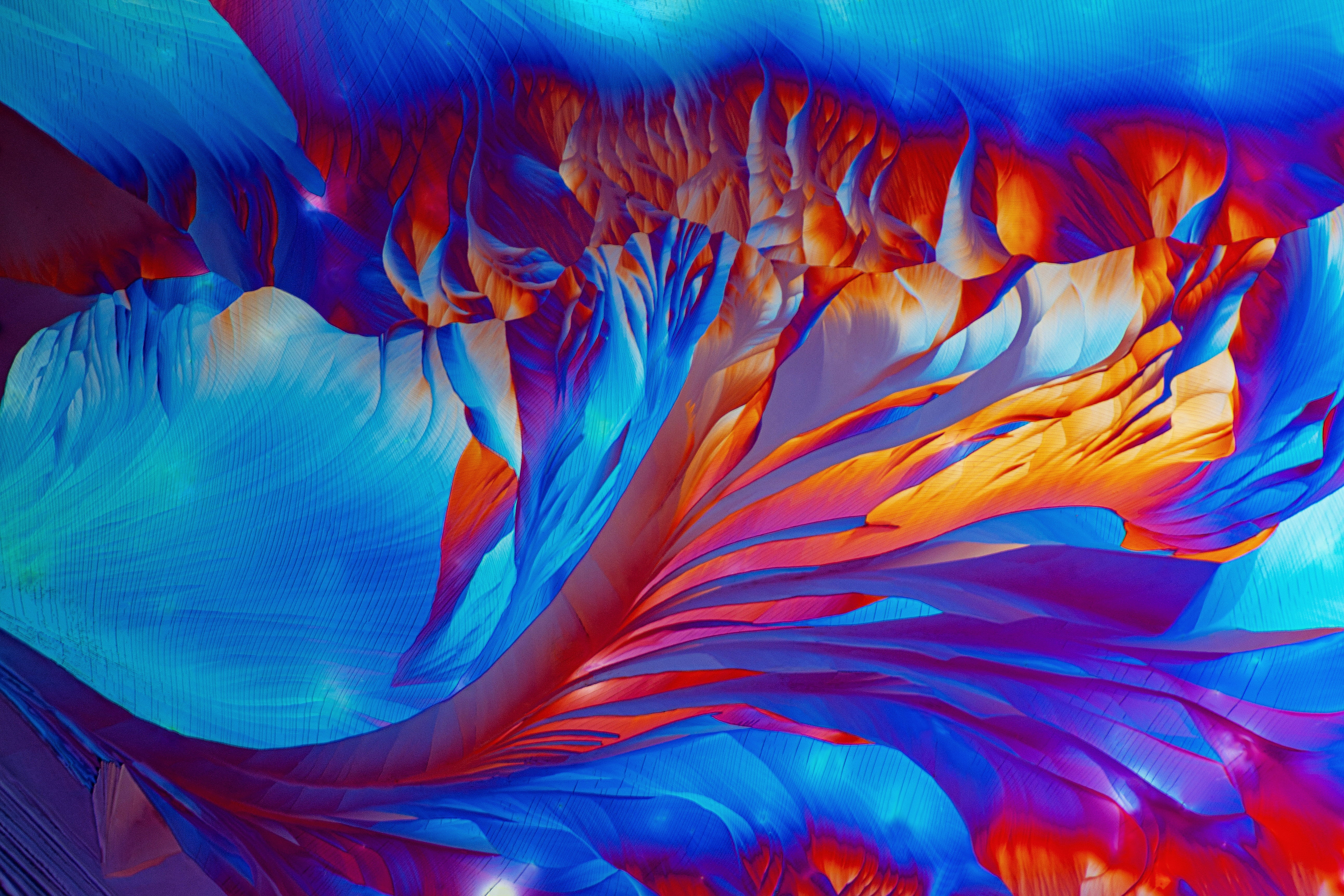
Cristal de bêta-alanine photographié avec un microscope polarisant au grossissement fois 10.

La β-alanine est formée in vivo, par la dégradation du dihydrouracile et de la carnosine.  C'est un constituant de peptides comme la carnosine et l'ansérine, ainsi que de l'acide pantothénique (vitamine B5), lui-même constituant du coenzyme A. Sous conditions normales, la β-alanine est métabolisée en acide acétique.

## Précurseur de la carnosine
La β-alanine est un précurseur à taux limité de la carnosine, ce qui signifie que les niveaux de carnosine sont limités par la quantité de β-alanine disponible. Il a été montré qu'une quantité plus importante de β-alanine accroît la concentration de carnosine dans les muscles, fait décroître la fatigue des athlètes et permet d'augmenter le travail musculaire,.

## Dérivé
Un édulcorant au pouvoir sucrant élevé (700 fois plus intense que le saccharose à poids comparé), appelé « suosan », est dérivé de la β-alanine.